# 1883年喀拉喀托火山爆發

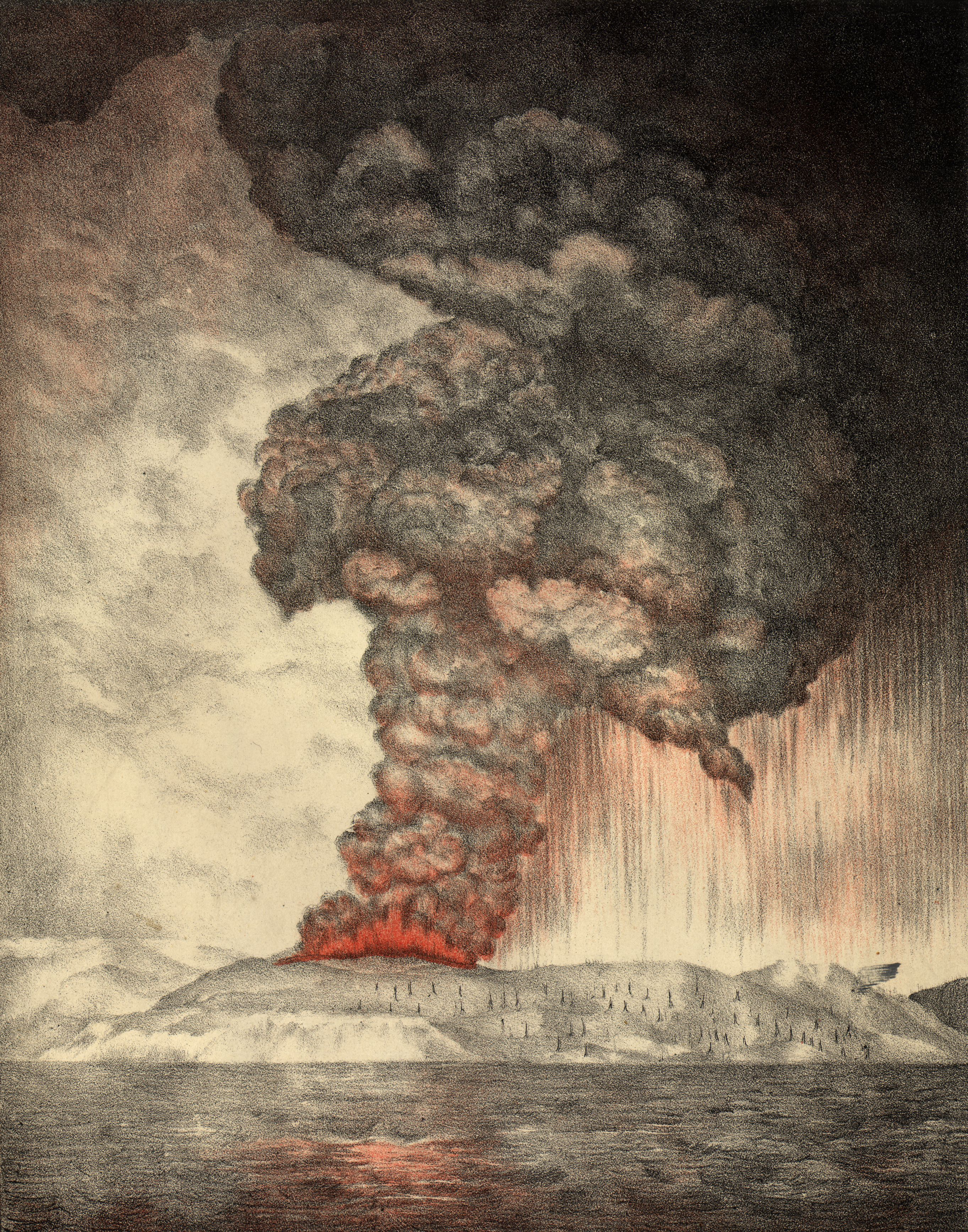
喀拉喀托火山爆發

1883年7月20日至10月，荷属东印度（今印度尼西亚）巽他海峡的喀拉喀托火山发生等级为VEI-6的火山爆发，释放出250亿立方米的物质，远在毛里求斯岛都能够听到这次喷发的剧烈声响，是人类历史上最大的火山喷发之一，为火山爆发指数第6级。这次喷发以及继发的海啸摧毁了数百个村庄和城市，50000多人死于非命。原有的喀拉喀托火山的三分之二在爆发中消失。

## 噴發經過
早在1882年，即噴發的前一年，火山附近的地震便開始頻繁起來。從1883年5月20日起，在群島最北的佩爾博瓦坦島可以觀察到蒸氣。但火山活動在5月底停止。
7月20日開始，火山開始噴發，噴發所造成的波動使得停泊中的船隻需以鐵鍊加以固定。8月11日，更大的噴發發生，火山灰雲從至少7個火山口冒出。8月24日噴發變得更頻繁。同月26日，火山進入了陣發期，每隔10分鐘可以聽到連續的爆發。
8月27日，該火山進入了最後劇烈變動的階段。在早上5:30、6:42、8:20及10:02分別發生了四次猛烈的噴發，其中最後一次是最大、最響的。每一次噴發都伴隨著大海嘯，據悉超過了30公尺高。如此猛烈的噴發，3500公里外的澳大利亞與4800公里外的羅德里格斯島都能聽到噴發的劇烈聲響。
小型的噴發一直持續到了10月。噴發過後，原本的火山島大部份都消失了，只剩原來的南部，並留下了一個250公尺深的破火山口。
大爆發所造成的火山碎屑流、火山灰與海嘯對該地區及全世界都造成了災難性的影響。距離火山13公里遠的塞貝西（Sebesi）島沒有任何生還者，3000名居民全部罹難。
距離火山40公里的蘇門答臘海岸村莊凱蒂姆邦，有約1000人死於火山碎屑流。荷蘭官方的統計數字為36417人罹難。許多蘇門答臘與爪哇的定居點被毀。大量文件報告顯示有遺體被沖上了東非海岸。
在2004年南亞海嘯發生前，喀拉喀托火山噴發所造成的海嘯是印度洋地區死傷最慘重的海嘯。一些爪哇部份地區的人口定居地自此沒有恢復，這些地區重新被叢林占據，並成為乌戎库隆国家公园的一部份。
在火山爆發後的一年中，北半球的夏季氣溫平均下降了0.4攝氏度。噴發後的4年全球異常寒冷，甚至在1887年至1888年冬季發生強烈的暴風雪，同時全球多處地方都有降雪紀錄。